# Harry Cochrane
Harry Cochrane (Glasgow, 24 aprile 2001) è un calciatore scozzese, centrocampista del Queen of the South.

## Carriera

### Club
Ha giocato nella massima serie scozzese.